# Margaritaria tetracocca
Margaritaria tetracocca là một loài thực vật có hoa trong họ Diệp hạ châu. Loài này được (Baill.) G.L.Webster mô tả khoa học đầu tiên năm 1957.